# Nathanael Hailemariam
Nathanael Hailemariam (8 de marzo de 1994 en Jartum) es un futbolista sudanés nacionalizado neozelandés que juega como delantero en el Team Wellington de la Stirling Sports Premiership.

## Carrera
Luego de haber disputado la ASB Youth League con el Waitakere United, en 2013 fue contratado por el primer equipo del Hawke's Bay United. En 2014 pasó al Wellington Phoenix Reserves, club donde consiguió ser el tercer mayor goleador de la ASB Premiership 2014-15. Al término de dicho torneo, firmó con el Auckland City. En 2016 viajó a Alemania para incorporarse al Rielasingen-Arlen, aunque a principios de 2017 regresaría a Nueva Zelanda para jugar en el Team Wellington.

### Clubes
| Club                        | País          | Año             |
| --------------------------- | ------------- | --------------- |
| Hawke's Bay United          | Nueva Zelanda | 2013 - 2014     |
| Wellington Phoenix Reserves | Nueva Zelanda | 2014 - 2015     |
| Auckland City               | Nueva Zelanda | 2015 - 2016     |
| Rielasingen-Arlen           | Alemania      | 2016            |
| Team Wellington             | Nueva Zelanda | 2017 - Presente |

## Palmarés
| Título            | Club            | País          | Año  |
| ----------------- | --------------- | ------------- | ---- |
| Charity Cup       | Auckland City   | Nueva Zelanda | 2015 |
| Charity Cup       | Team Wellington | Nueva Zelanda | 2017 |
| Liga de Campeones | Team Wellington | Nueva Zelanda | 2018 |